# Mala Vita
Mala Vita is een Nederlandse muziekgroep die opgericht werd in 2002 in Delft.
De wortels van de bandleden liggen in alle uithoeken van Europa. Zo komt zanger Mickael Franci uit Napels en zijn de voorouders van veel andere bandleden te vinden in Servië en Bosnië. De verschillende achtergronden zijn te horen in de muziek en zang. De muziek is een mix van Balkan, reggae, ska, punk en latin.
Na een korte afscheidstournee langs Simplon, Mezz en ‘t Paard is Mala Vita eind december 2017 gestopt.

## Huidige bezetting
- Mickael Franci, zang en gitaar
- Davor Lazić, gitaar en zang
- Emil Kunto, accordeon

## Discografie

### Albums
| Album met eventuele hitnotering(en) in de Nederlandse Album Top 100 | Datum van verschijnen | Datum van binnenkomst | Hoogste positie | Aantal weken | Opmerkingen                                 |
| ------------------------------------------------------------------- | --------------------- | --------------------- | --------------- | ------------ | ------------------------------------------- |
| Maní Fiesta                                                         | 2005                  | -                     |                 |              | Concertregstratie in Paard van Troje        |
| Disorganizzata                                                      | 2007                  | 05-05-2007            | 61              | 1            | Producer: Gambeat (Radio Bemba Soundsystem) |
| En Exilio                                                           | 2009                  | 21-03-2009            | 40              | 6            |                                             |
| So Far So Good                                                      | 2016                  | 23-04-2016            | 81              | 1            | Producer: Mario Caldato Jr                  |

## Trivia
In 2009 bracht Mala Vita in samenwerking met Voicst de single 'Roadworks' uit. Op de CD staat het nummer Everyday I Work On The Road, in de originele versie van Voicst en als cover van Mala Vita.
In het voorjaar van 2010 kwam van de band de single Free From Fear uit waarvan de opbrengst bestemd was voor War Child. Aan de single werkten mee: Typhoon, Elle Bandita en Ellen Ten Damme.
Op de albums Mani Fiesta (2005) en Disorganizzata (2007) speelt Maite Hontelé (trompet) mee. De in Salsa (muziekstijl) gespecialiseerde trompettiste is na haar deelname in Mala Vita en diverse Salsa bands in Columbia terechtgekomen, en daar uitgegroeid tot een Salsa legende.